# Crataegus shaferi
Crataegus shaferi är en rosväxtart som beskrevs av William Willard Ashe. Crataegus shaferi ingår i Hagtornssläktet som ingår i familjen rosväxter. Inga underarter finns listade i Catalogue of Life.